# Лобынино
Лобынино — деревня в Ступинском районе Московской области в составе Городского поселения Малино (до 2006 года — входила в Дубневский сельский округ). На 2016 год в Лобынино 2 улицы — Полевая и Речная.

## Население
| 2002 | 2006 | 2010 |
| ---- | ---- | ---- |
| 61   | ↘4   | ↗16  |

Лобынино расположено на западе центральной части района, на правом берегу реки Каширка, у внутренней стороны большого Московского кольца, высота центра деревни над уровнем моря — 159 м. Ближайшие населённые пункты: Липитино — на другом берегу Каширки и Останково — примерно в 0,5 км на юг.